# MG Motor
MG Motor UK Limited (MG Motor) — англо-китайська автомобільна компанія, що входить до складу SAIC Motor UK, зі штаб-квартирою в Лондоні, що належить шанхайському китайському державному автовиробнику SAIC Motor. MG Motor проєктує, розробляє та реалізує автомобілі, що продаються під британською маркою MG, а виробництво автомобілів відбувається на заводах у Китаї, Таїланді та Індії. Дизайн автомобілів спочатку був розроблений MG Motors на заводі в Лонгбріджі в Бірмінгемі, але тепер більша частина проєктування, розроблення та досліджень відбувається в лабораторіях SMTC у Лондоні.

## Історія
Після краху MG Rover Group у 2005 році китайський автовиробник Nanjing Automobile придбав завод у Лонгбріджі та марку MG за 53 мільйони фунтів (97 мільйонів доларів). Nanjing Automobile офіційно заснувала NAC MG UK Limited як холдингову компанію для заводу та марки 12 квітня 2006 року. У березні 2007 року Nanjing Automobile представила перші автомобілі MG, виготовлені в Китаї, MG TF, MG 3 і MG 7.
З серпня 2007 року по вересень 2016 року в Лонгбріджі знову збирали автомобілі марки MG TF LE500.
У 2007 році компанія Nanjing Automobile була придбана SAIC Motor, а на початку 2009 року NAC MG UK Limited була перейменована на MG Motor UK Limited.
Уперше за 16 років повністю нова модель MG6 під брендом MG була офіційно представлена 26 червня 2011 року під час візиту прем'єр-міністра Китаю Вень Цзябао на завод MG Motor в Лонгбрідж.
До березня 2012 року SAIC інвестувала в MG Motor 450 мільйонів фунтів стерлінгів. У 2012 році у Великій Британії було продано 782 автомобілі. MG3 надійшов у продаж у Великій Британії у вересні 2013 року
MG Motor отримав третє місце в категорії «Найкращий виробник» в опитуванні Auto Express 2014 Driver Power. У 2014 році компанія MG Motor також святкувала 90-річчя бренду MG. У ювійлений 2014 рік компанія стала лідером у розвитку автомобільної промисловості Великої Британії. Продажі бренду зросли на 361 % протягом 2014 року завдяки появі MG3 в асортименті, у Великій Британії було продано 2326 автомобілів.
Протягом 2014 року MG був найшвидше зростаючим брендом у Британії, як свідчать офіційні дані, опубліковані Товариством виробників і торговців двигунами. Наразі MG Motor має мережу дилерів, що розвивається найшвидше у Великій Британії. 
23 вересня 2016 року компанія MG Motor оголосила про припинення виробництва автомобілів у Лонгбріджі, для імпорту автомобілів MG будуть до Великої Британії.
У 2018 році SAIC Design відкрила нову студію передового дизайну в Лондоні, яка займається передовим дизайном автомобілів MG та Roewe.
Автомобілі MG стали доступними в решті Європи з кінця 2019 року з випуском ZS EV у регіоні. SAIC Motor заснував підрозділ в Амстердамі, Нідерланди, щоб контролювати продажі в регіоні. 
Протягом 2020-х років продажі MG у Великобританії та Європі значно зросли. Це зростання було зумовлене в першу чергу розширенням дилерської мережі та впровадженням кількох нових моделей електромобілів.  Між 2020 і 2023 роками MG був одним із найшвидше зростаючих брендів у Великій Британії та Європі, де він продемонстрував зростання на тлі пандемії COVID-19, під час якої багато інших брендів зазнали падіння продажів. Продажі автомобілів MG в Австралії також зросли в чотири рази між 2020 і 2023 роками завдяки привабливим цінам.  MG4 EV, перший електромобіль MG від нуля, який був випущений у 2022 році, значно сприяв зростанню продажів MG і отримав широке визнання в пресі. 

## Оператори

### Збирання та випуск автомобілів
MG Motor продовжувала збирати автомобілі на першому заводі марки в Лонгбріджі до 2016 року, коли виробництво припинилося, але зберегла великий технічний центр, відомий як SAIC Motor Technical Center, у якому на піку свого розвитку працювало близько 500 людей разом із дизайнерською студією. У 2019 році SAIC ще більше скоротила свою присутність у Лонгбриджі, коли чисельність великого технічного центру було скорочено до 20 осіб і перенесено до Лондона.
Колишнє місце виробництва Austin, British Leyland, Rover Group та, пізніше, MG Rover Group.
MG має головний дилерський центр вартістю 30 мільйонів фунтів стерлінгів у самому серці лондонського району Пікаділлі, який було відкрито в липні 2015 року. Його розташування: Piccadilly, 47–48, навпроти історичного магазину Fortnum & Mason.
Зараз у MG Motors є дилери в Австралії та Новій Зеландії.

### Розроблення авто
Автомобілі MG розроблені, головним чином, у Сполученому Королівстві між 2005 і 2019 роками, з тих пір експортуються до Великої Британії.

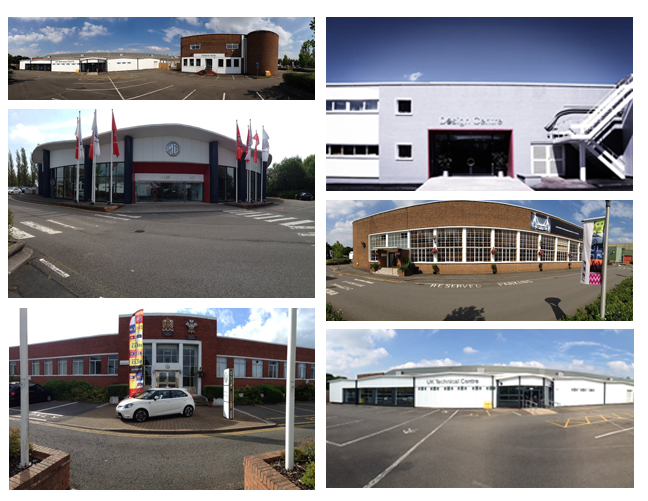
Штаб-квартира MG Motor UK–Технічний і дизайнерський центр SAIC UK

Лонгбридж був збережений, а дослідження та розробки зараз проводяться на заводі Лонгбрідж, де Лонгбридж є місцем діяльності фахівців SMTC (SAIC Motor Technical Centre), який має значний внесок у проєктування та розроблення продуктів SAIC по всьому світові.
Штаб-квартира MG розташована у Сполученому Королівстві, виробництво здійснюється в Китаї, Таїланді (з 2016 року) та Індії (з 2019 року), але первинне проєктування проводилося в штаб-квартирі Лонгбрідж у Бірмінгемі. Студія розташована в нещодавно відремонтованому будинку в центрі Лондона на Мерілебон-роуд. Новий креативний простір є першим об'єктом SAIC, який спеціалізується на передових цифрових технологіях дизайну та працює разом з іншими студіями виробника автомобілів для підтримки майбутніх дизайнів продуктів для брендів, включаючи MG та Roewe. Advanced London — це друга дизайнерська студія SAIC Motor, заснована в Європі після студії в Лонгбріджі, яка відкрилася в 2011 році. London Design Studio більше зосереджується на передових дослідницьких проєктах дизайну та творчому дослідженні концептуальних ідей. Лондон використовує передову технологію віртуальної реальності для проєктування нових транспортних засобів, що дозволяє дизайнерам повністю зануритися в концепції дизайну, значно підвищуючи рівень деталізації, на якій ідеї можна перевірити, перш ніж їх перетворити на більш дорогі фізичні моделі. Використання найсучасніших функцій, таких як ця, дозволить Advanced London досліджувати інноваційні концепції дизайну, розширюючи його можливості". Advanced London керує директор із передового дизайну SAIC Design, Карл Готем.

### Виробництво автомобілів
Після краху MG Rover Nanjing Automobile продовжила виробництво на заводі в Лонгбріджі. Нанкін використовував Longbridge для виробництва MG TF, який вони дещо удосконалили.
SAIC стала власником бренду MG, і з 2010 року нещодавно випущений MG 6 вироблявся в Китаї. Проте з 13 квітня 2011 року MG Motor виробляв MG 6 у Лонгбріджі. З 2013 року MG 3 також збирався на тому ж заводі в обмеженій кількості.
Випуск автомобілів у Лонгбриджі поступово зменшувалася. У вересні 2016 року було оголошено, що виробництво на заводі в Лонгбріджі буде зупинено в 2016 році та перенесено до Китаю, а Метью Чейн, керівник відділу продажів і маркетингу MG Motor UK, зазначив, що «перенесення виробництва за кордон було необхідним бізнес-рішенням». Двадцять п'ять співробітників були звільнені в результаті переїзду, а інші працівники переїхали в інші райони. Це означало завершення виробництва MG у Великій Британії, і виробництво було повністю переміщено до Китаю, а згодом завод у Таїланді.
У 2019 році MG Motor збирається відкрити четвертий завод у Китаї, у Нінде, провінція Фуцзянь. Завод буде спеціалізуватися на виробництві електромобілів, включаючи новий повністю електричний серійний спортивний автомобіль. Майбутній позашляховик MG та Roewe під кодовими назвами IS 32 (MG) та IS 31 (Roewe) також планується виробляти на заводі.

## Перелік автомобілів

### Моделі, що випускаються

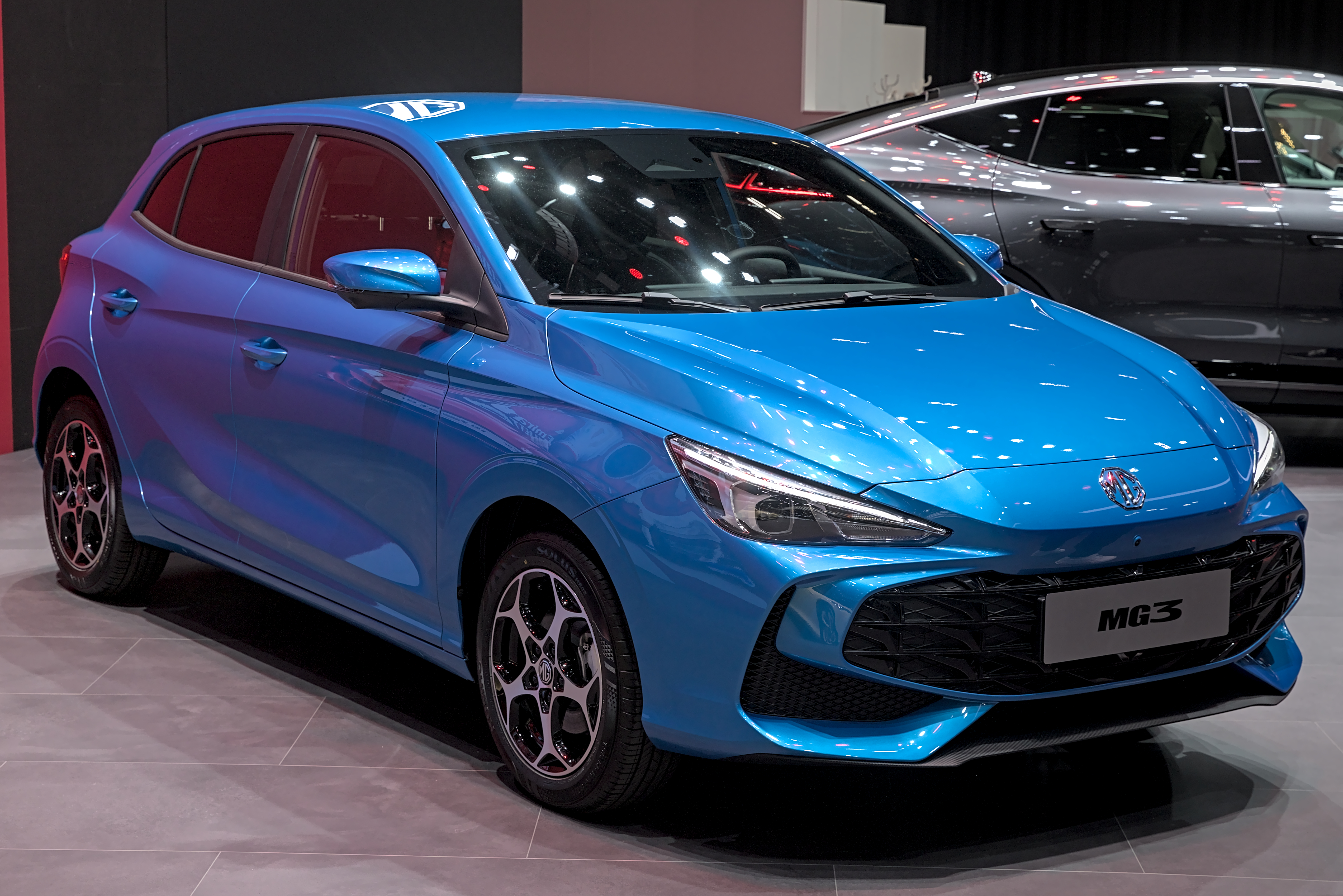
MG 3 — суперміні.
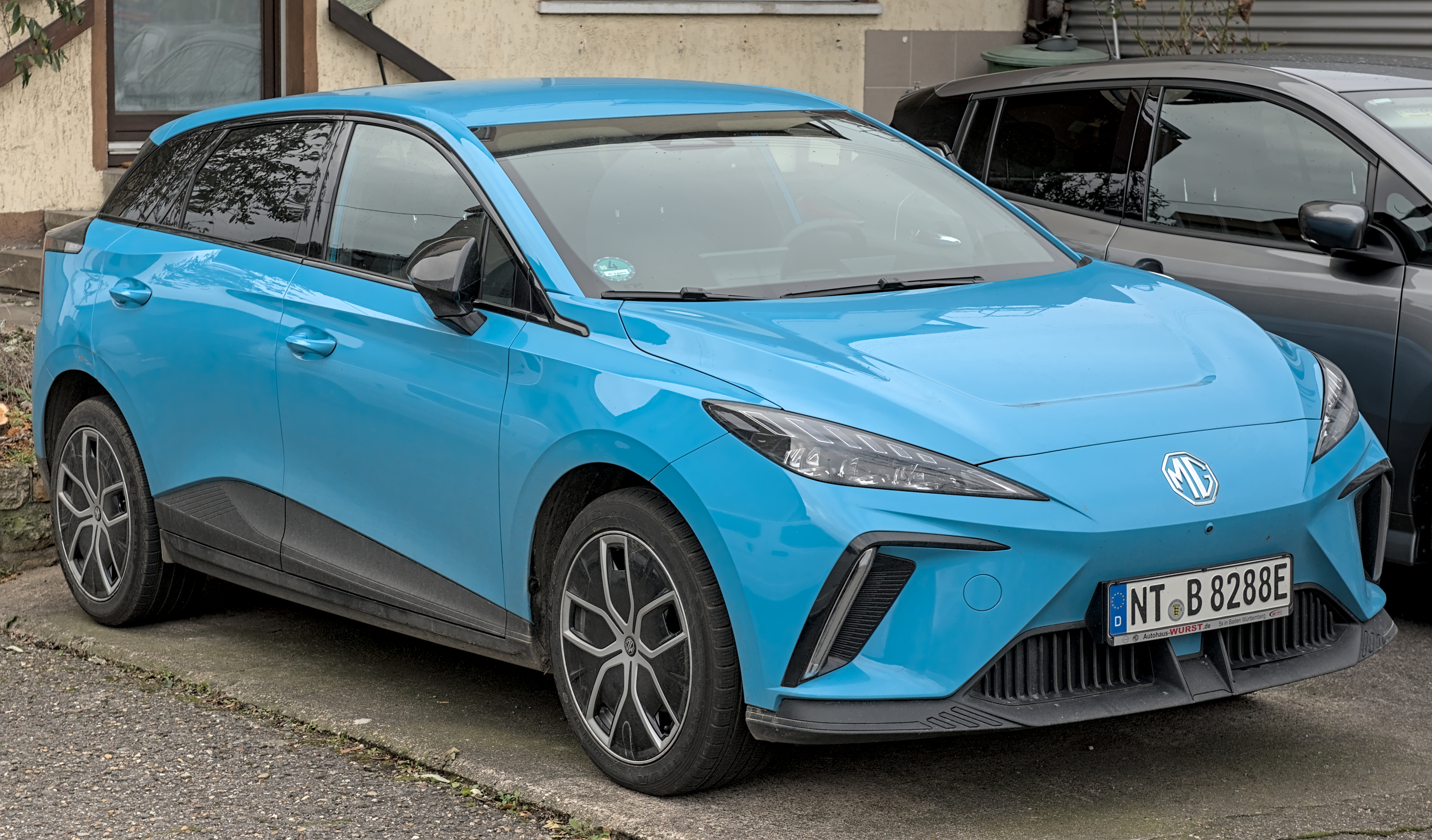
MG 4 EV (для Європи та Китаю) — компактний хетчбек.
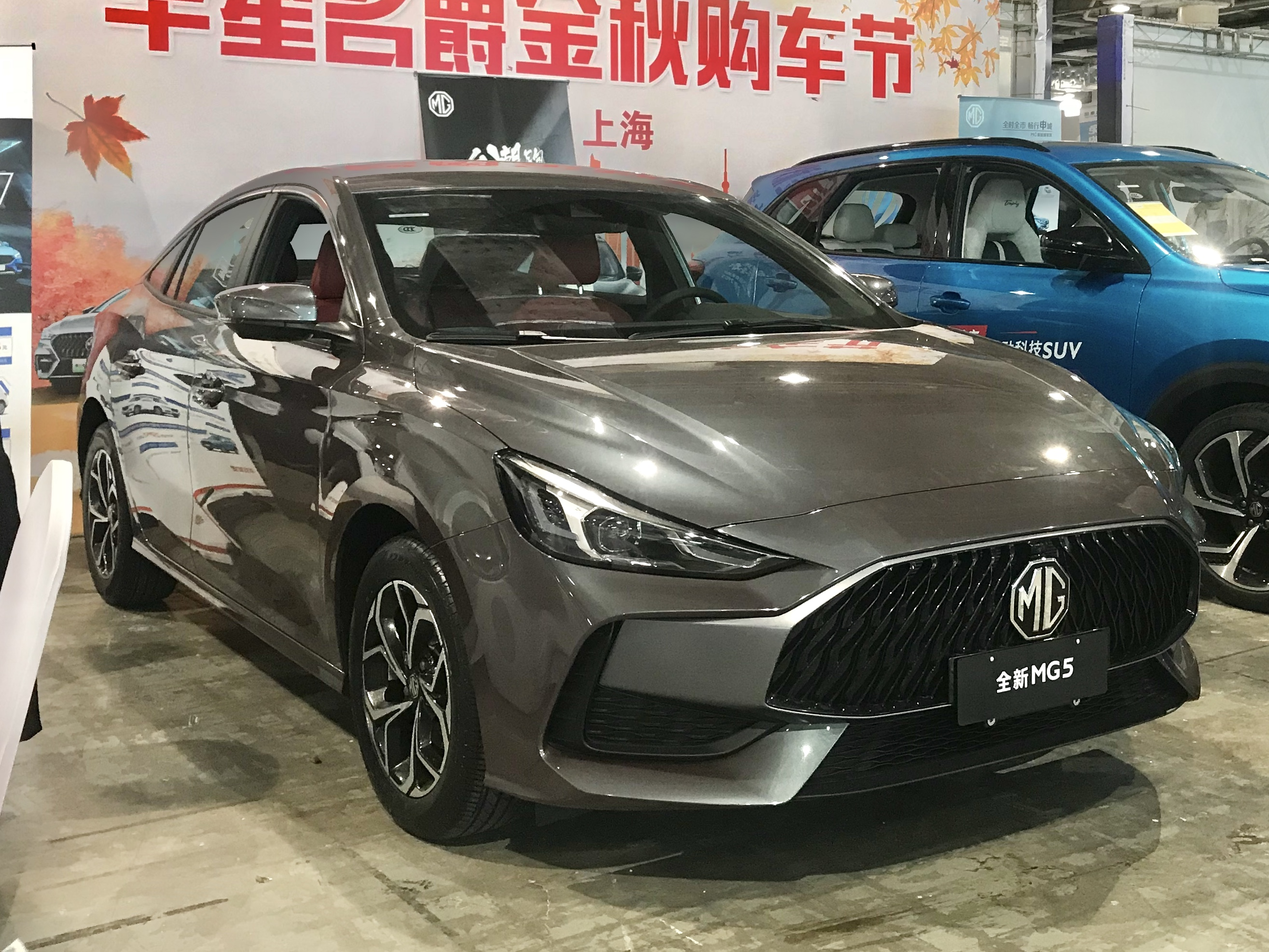
MG 5 — компактний седан та хетчбек.
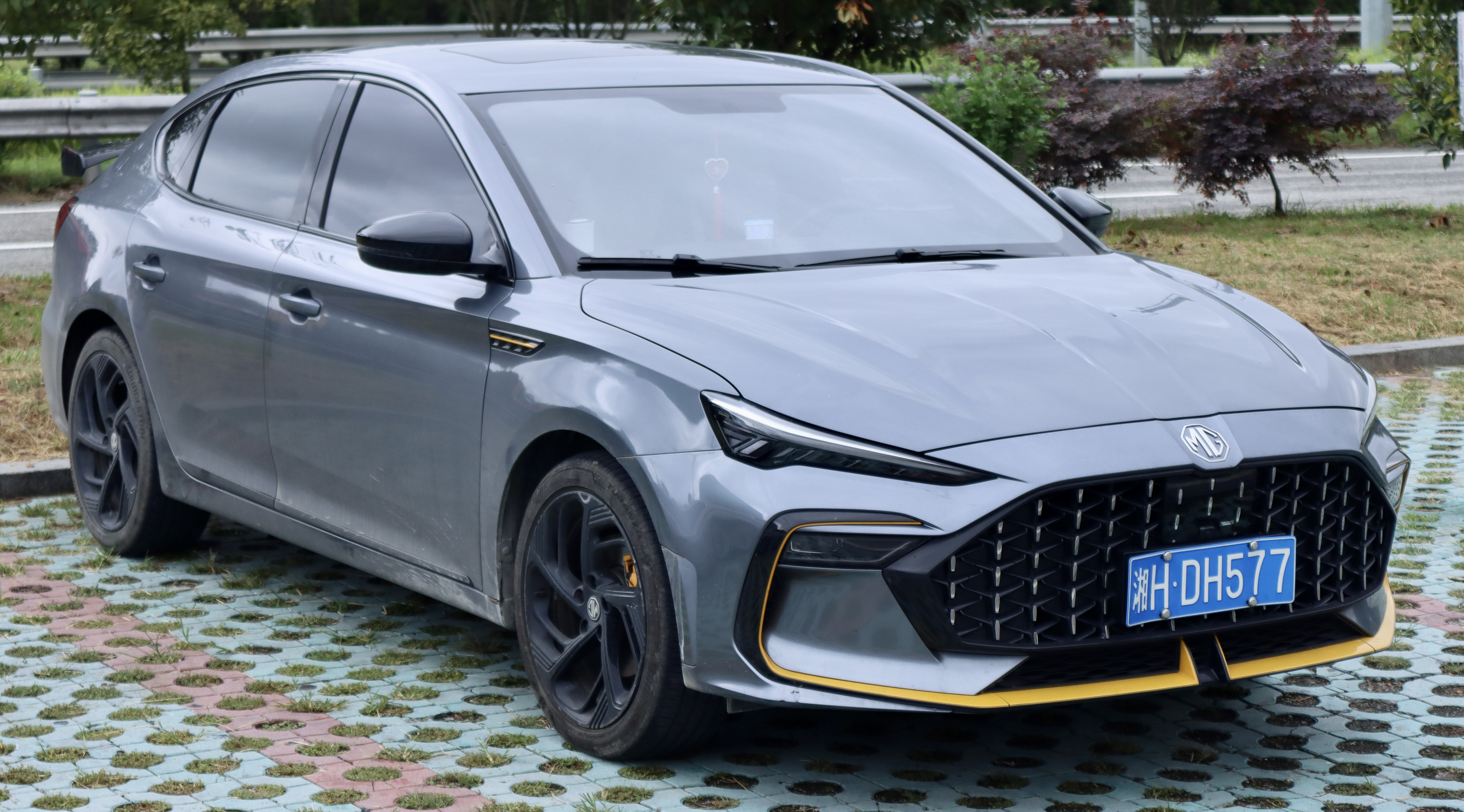
MG 6 — компактний спортивний седан.
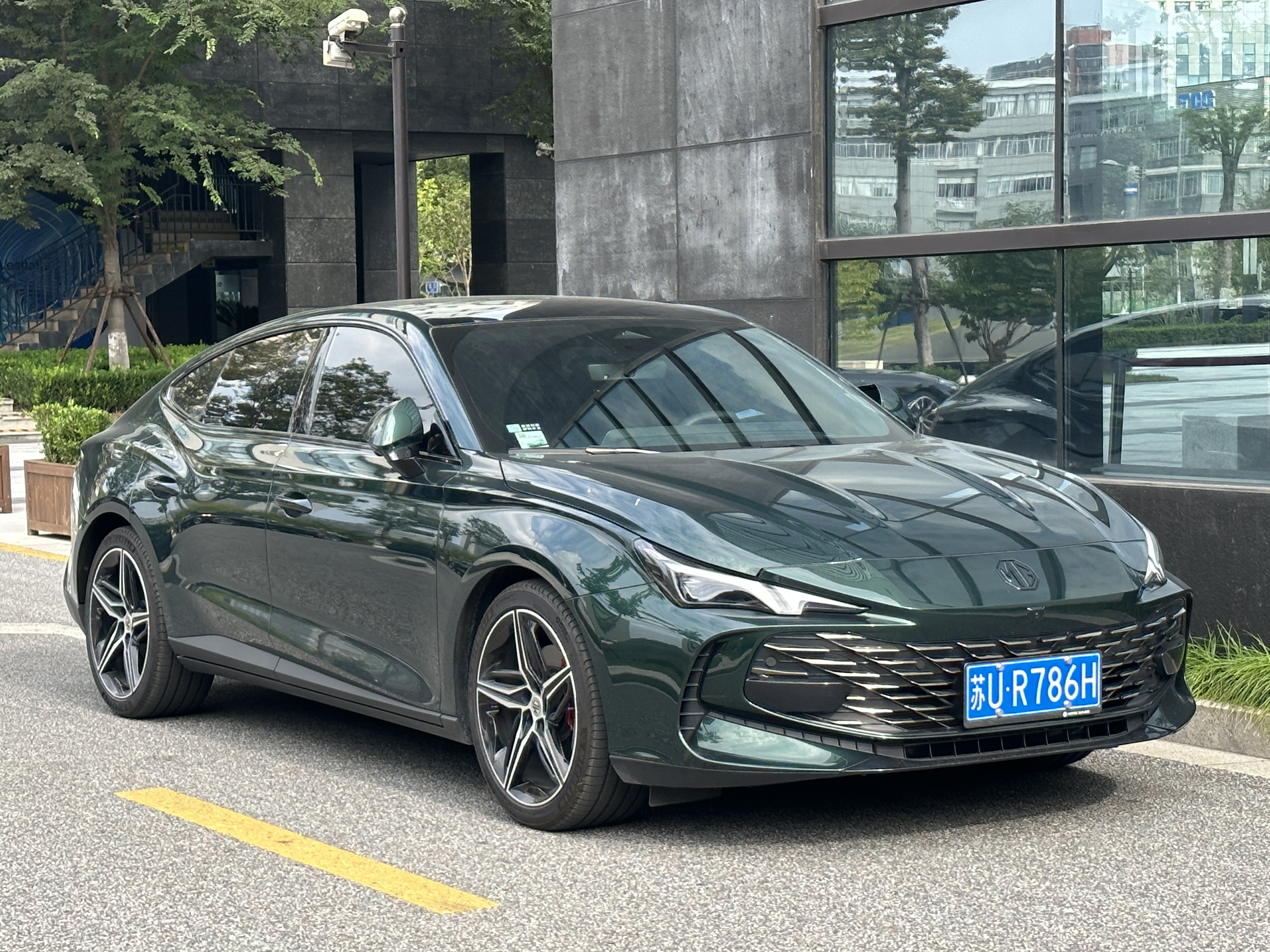
MG 7 — середньорозмірний спортивний седан.
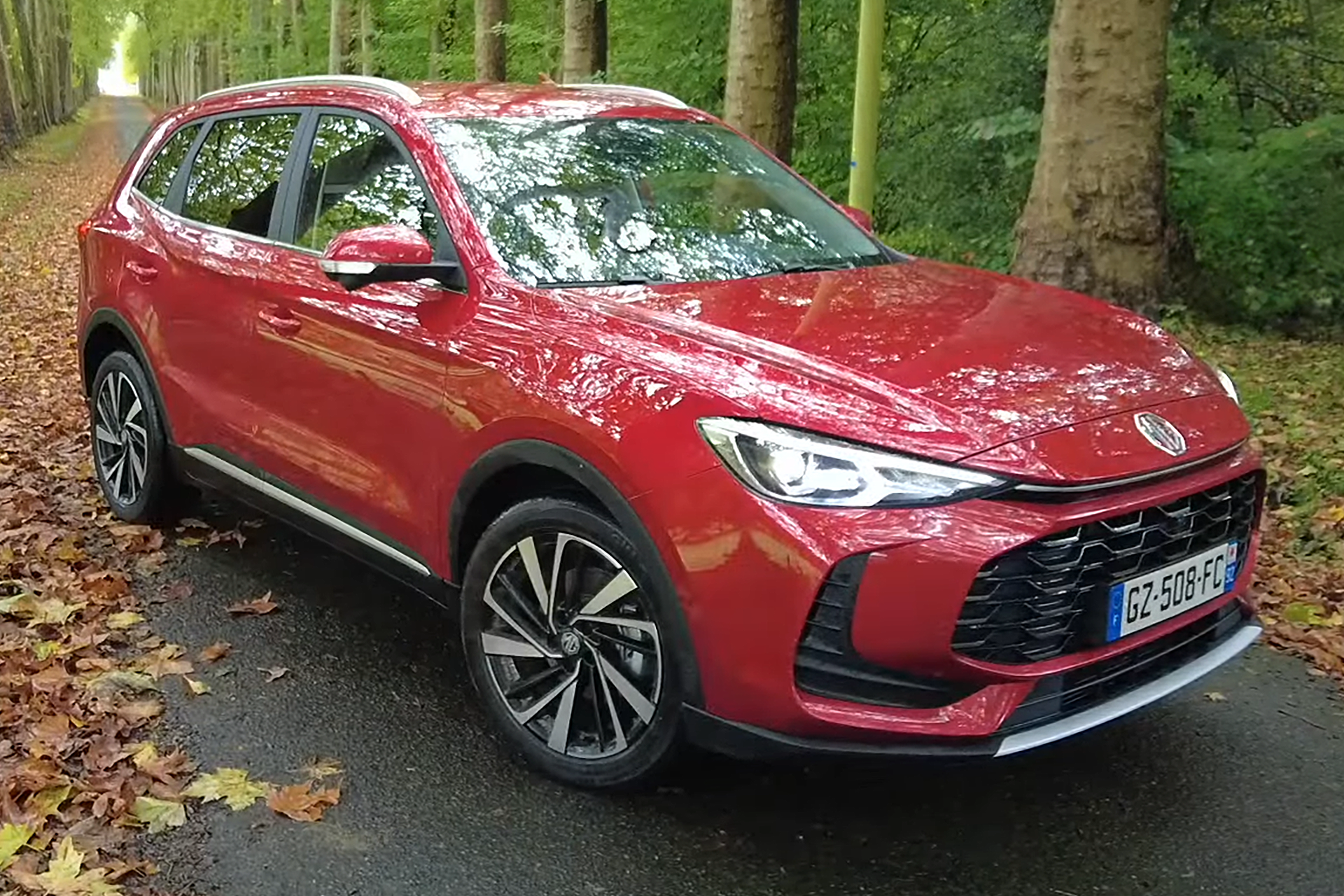
MG Cyberster — повністю електричний родстер
MG ZS — субкомпактний кросовер.

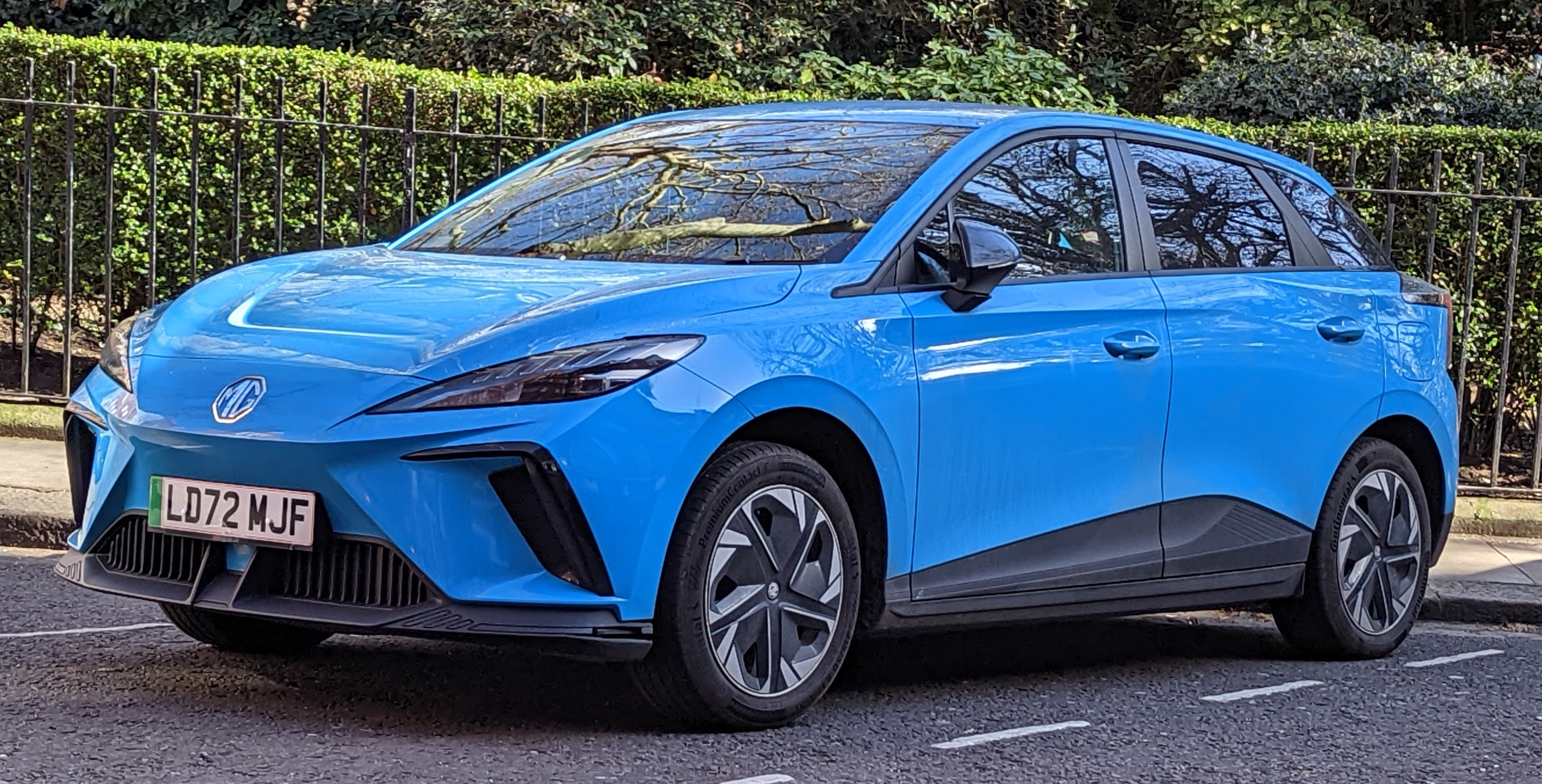
MG ES5 — електричний компактний кросовер.
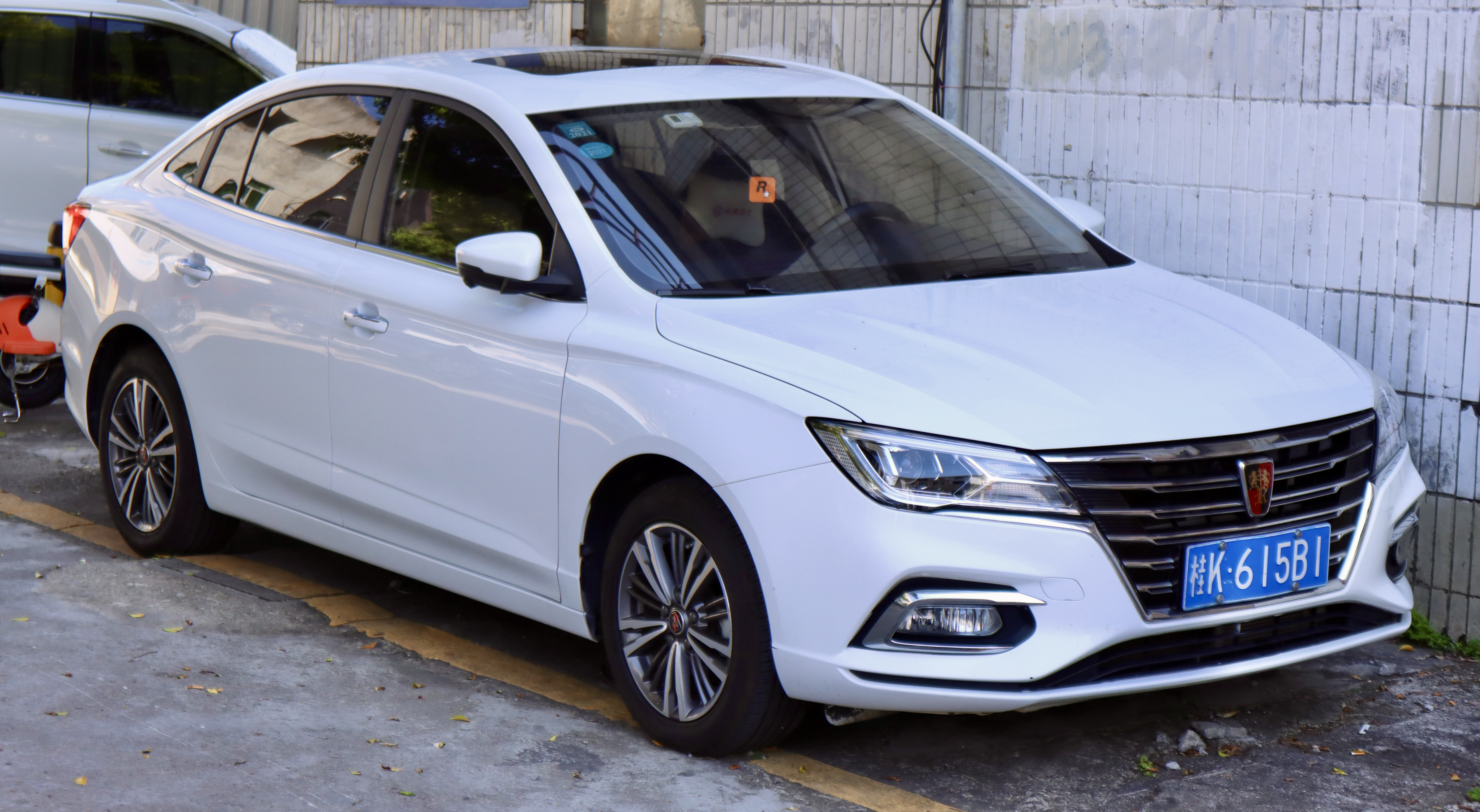
MG HS — компактний кросовер.
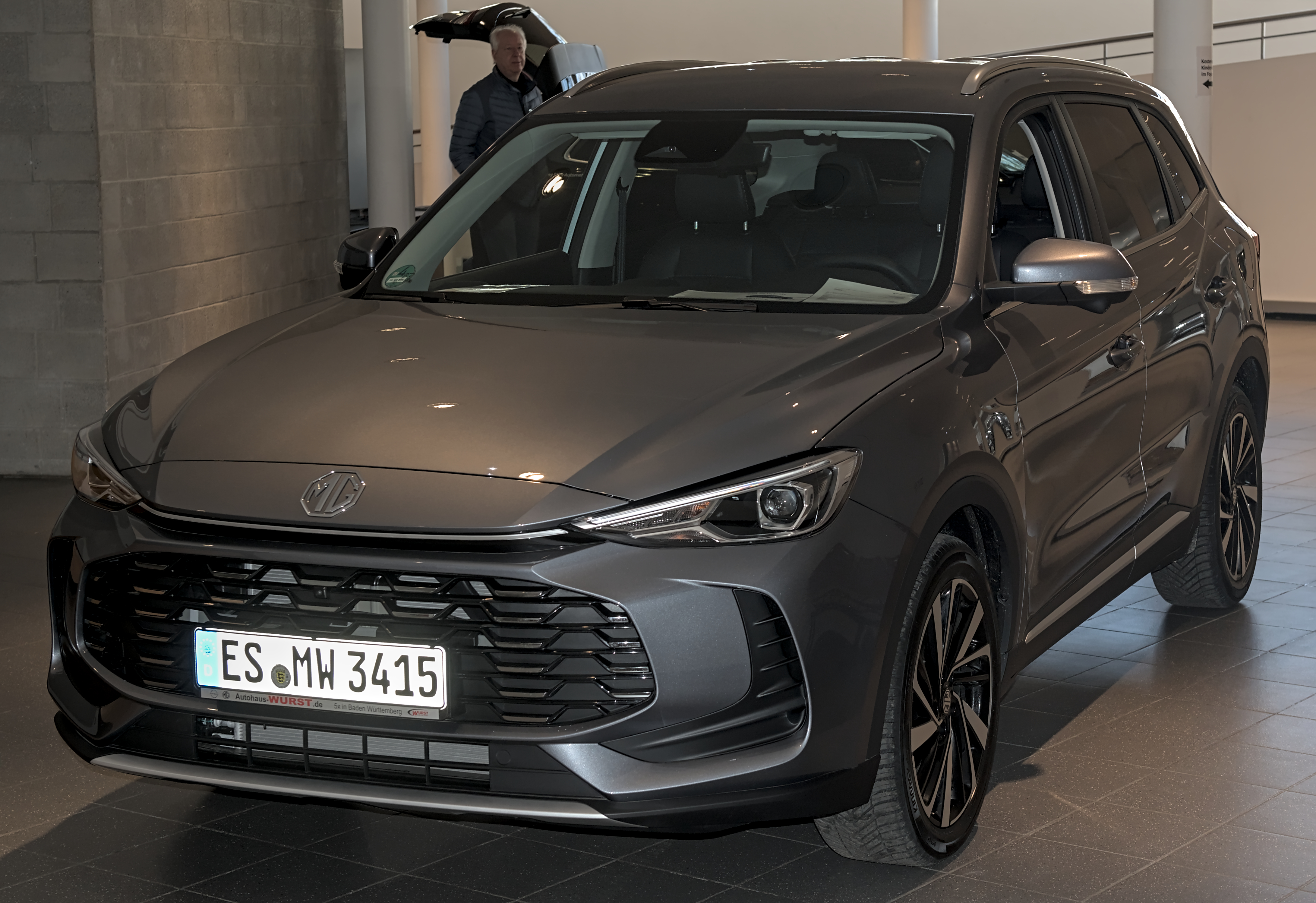
MG One — компактний кросовер.
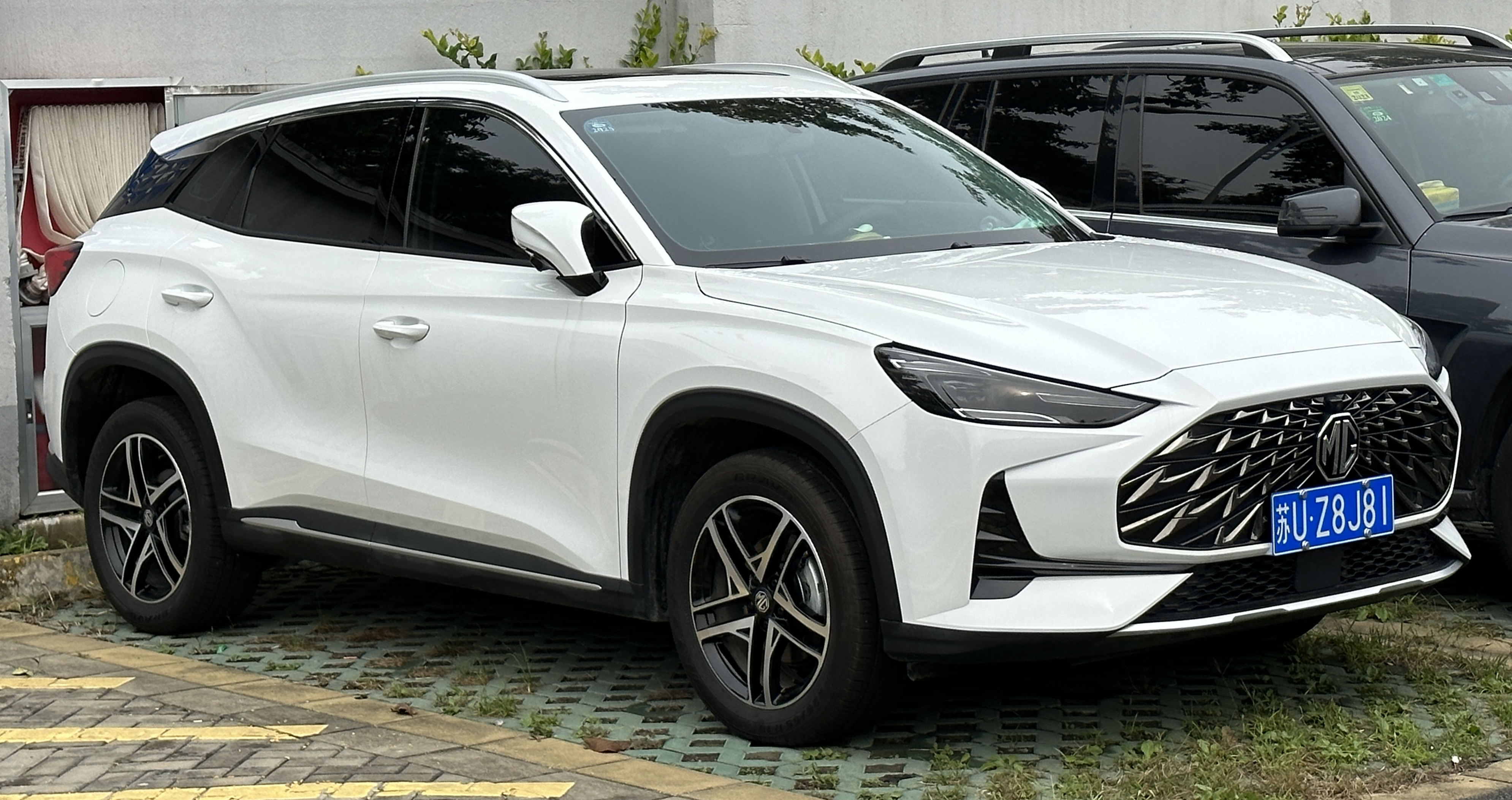
MG Hector — компактний кросовер на основі Baojun 530.
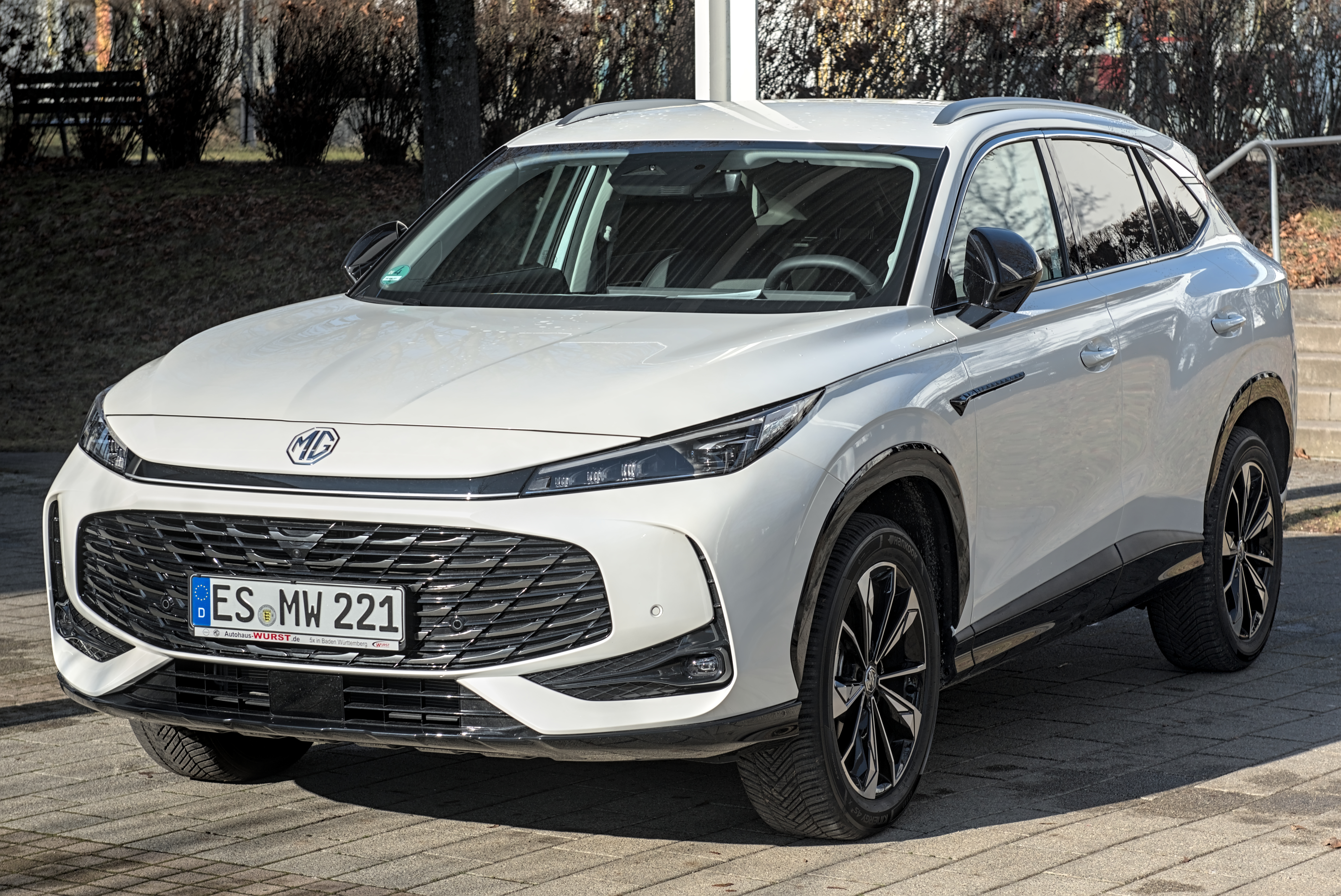
MG Gloster (Індія) — середньорозмірний ladder frame SUV based on the Maxus D90.
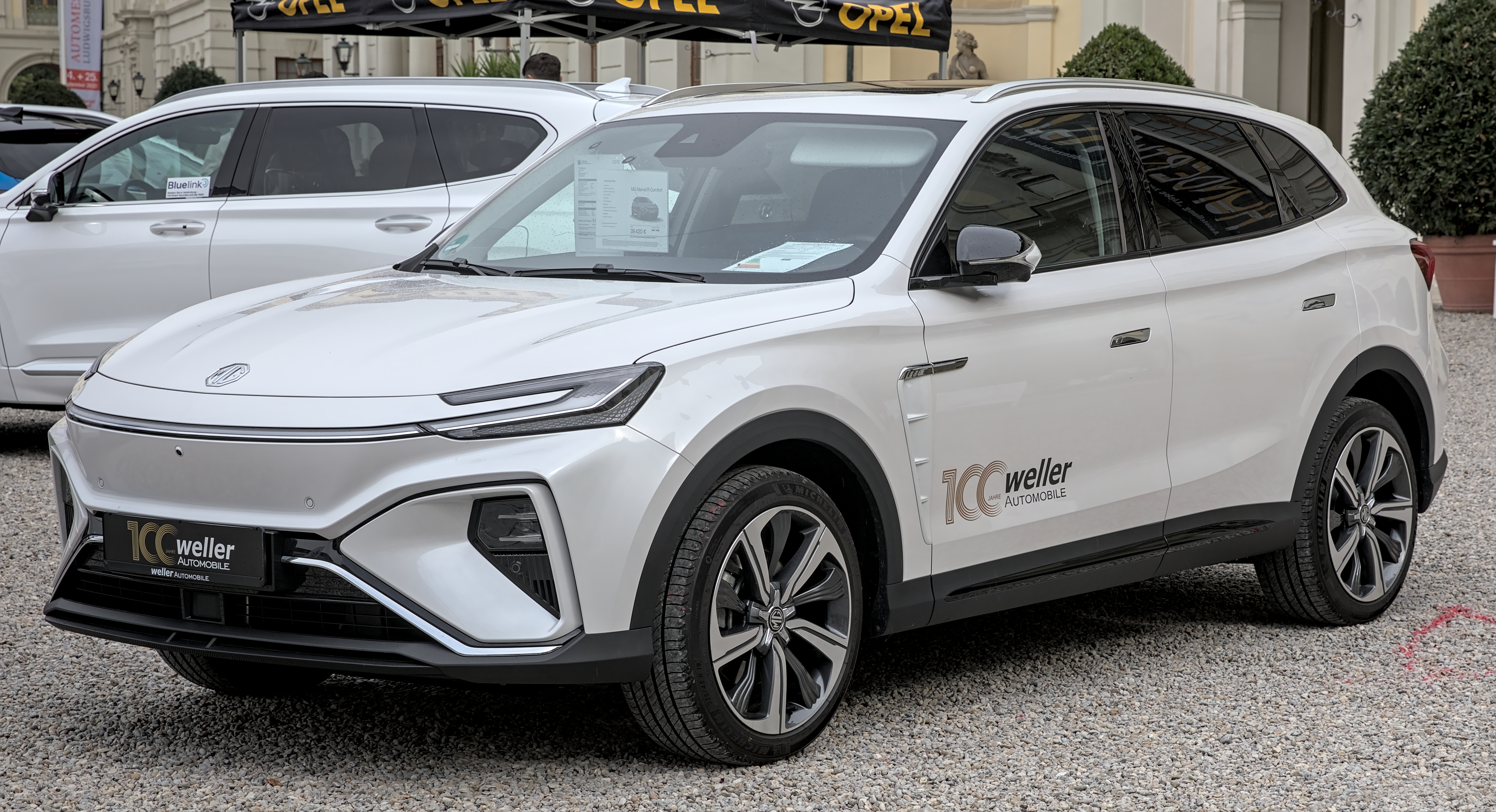
MG Marvel R

- MG RX5 — компактний кросовер на основі Roewe RX5.
- MG RX8 — середньорозмірний кросовер на основі Roewe RX8.
- MG V80 — легкий комерційний фургон на базі Maxus V80.
- MG Maxus 9 — Великий мінівен на основі Maxus Mifa 9.
- MG Extender — середньорозмірний пікап на базі Maxus T70.

- MG 3
- MG 4 EV
- MG 5 II
- MG 6
- MG 7
- MG ZS
- MG HS

Моделі для ринку України
- MG 4
- MG 5
- MG ZS
- MG One
- MG HS
- MG Marvel R

### Колишні моделі
- MG GS
- MG GT
- MG TF
- MG3 SW

### Концептуальні моделі
- MG Icon — концепція SUV, представлена на Пекінському автосалоні в 2012 році.
- MG CS — концепція позашляховика, представлена на Шанхайському автосалоні в 2013 році.
- MG EV — електричний суперміні на базі Roewe E50, представлений у 2014 році[31]
- MG E-Motion — концепт електричного спортивного автомобіля, представлений на Шанхайському автосалоні в 2017 році[32]
- MG X-Motion — концепт позашляховика, представлений на Пекінському автосалоні 2018 року, зокрема, MG HS.

## Автоспорт

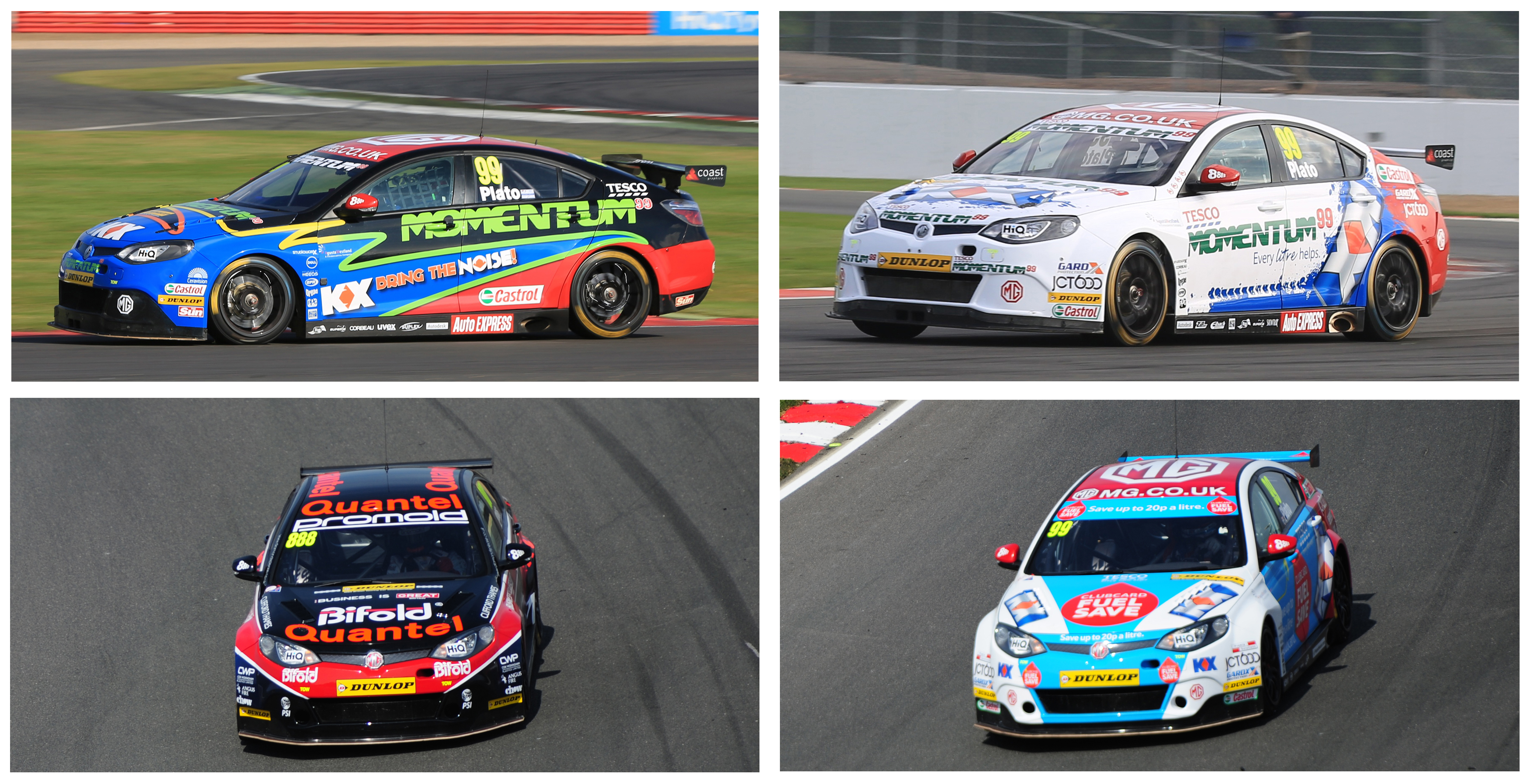
MG / Triple Eight British Touring Cars 2012—2014

У січні 2012 року компанія MG Motor оголосила, що візьме участь у чемпіонаті British Touring Car Championship 2012 створивши для цього команду MG KX Momentum Racing. У своєму дебютному сезоні команда використовувала два MG6, за кермом яких були Джейсон Плато та Енді Ніта. Плато завершив сезон на третьому місці, причому на автомобілі, який не було протествовано в умовах дощу.

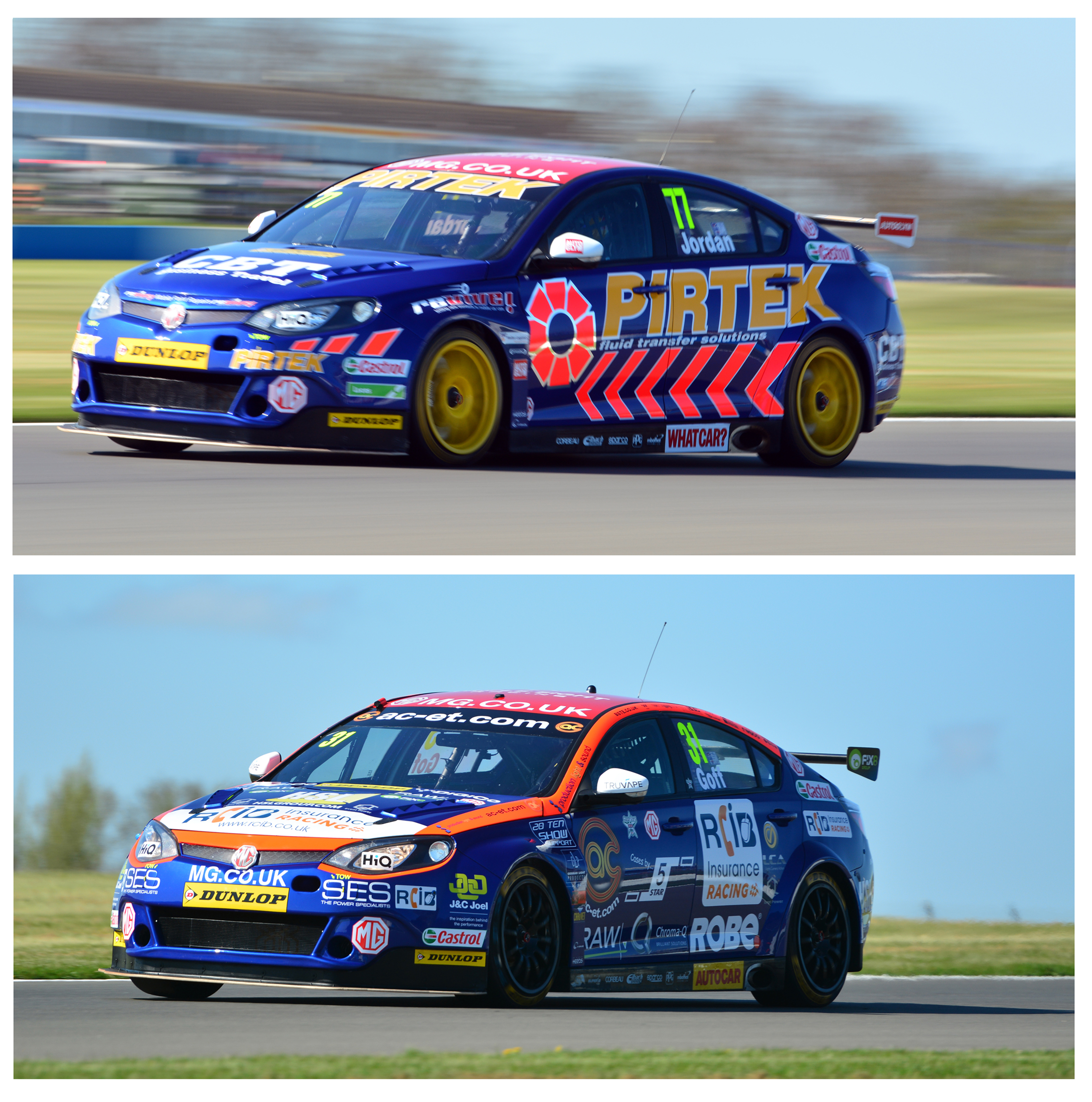
MG / Triple Eight British Touring Cars 2015

Команда повернулася на змагання в 2013 році, додавши авто з Семом Тордоффом за кермом, який добре виступив у свій дебютний рік, приєднавшись через схему KX Academy. Плато знову став третім, Тордофф — шостим.
У 2014 році MG виграла Чемпіонат виробників, перервавши чотирирічне панування Honda. Лише після трьох років змагань MG6 GT закріпив титул на 95 балів у фіналі сезону в Brands Hatch.
Пілоти Плато і Тордофф здобули сім перемог і 20 подіумів у змаганнях із 30 гонок. Плато закінчив чемпіонат водіїв на другому місці, поступившись Коліну Теркінгтону, а Тордофф фінішував сьомим. У сезоні 2014 року на стартовій решітці також з'явився третій MG6 GT, керований Марком Гайнсом і також підтримуваний Triple Eight, але в новій лівреї, яка не нагадувала дві інші машини MG. Гайнс завершив свій дебютний сезон на 18-му місці.
Під час чемпіонату 2015 року MG боровся за повернення титулу серед виробників / конструкторів за допомогою нового складу водіїв. Чемпіон 2013 року Ендрю Джордан і молодий водій Джек Гофф об'єдналися в команді на MG6, щоб боротися за титул проти Honda, BMW та Infiniti. MG фінішував другим у змаганні за титул виробників/конструкторів, а Ендрю та Джек у заліку пілотів посіли п'яте та дев'яте місця, відповідно.
MG оголосила про нове трирічне продовження контракту з Triple Eight Racing для чемпіонату BTCC 2016. План команди полягав у тому, щоб залучити молодих і перспективних водіїв з наміром виростити власного чемпіона протягом терміну дії контракту. Джош Кук, колишній віце-чемпіон Renault UK Clio Cup 2014 року та володар BTCC 2015 Jack Sears Trophy (переможець у номінації «Найкращий новачок») та Ешлі Саттон, який приєднався до BTCC після того, як покинув Renault Clio Cup як чинний чемпіон 2015 року, були оголошені як новий склад для MG. Після напруженої кампанії пілоти MG фінішували на 12-му та 13-му місцях, відповідно, а Еш отримав нагороду Jack Sears Trophy у номінації «Найкращий новачок».
На сезон 2017 року було представлено ще одну нову лінійку пілотів, коли Арон Тейлор-Сміт і Деніел Ллойд керували автомобілями MG6. Сезон став катастрофічним, не було жодної перемоги чи подіуму, щоб продемонструвати їхні можливості. Ллойд залишив команду після чотирьох заїздів, а Джоша Кука повернули, щоб допомогти покращити результати, тоді як Тейлора-Сміта було знято з раундів чемпіонату Крофт після того, як він потрапив у аварію з кількома автомобілями під час вологої кваліфікації на трасі. Після цього ірландець боровся, набравши ще шість очок за весь сезон. Зрештою, Кук посів найвище місце серед пілотів MG у чемпіонаті, але лише на 18-му місці (це включає очки, які він отримав за кермування Maximum Motorsport перед поверненням у MG), і команда фінішувала практично внизу турнірної таблиці виробників.
Triple Eight об'єдналася з BMR Racing у 2018 році, і тому MG знову покинула чемпіонат як виробник. MG6 продовжував використовуватися протягом наступних двох сезонів, спочатку AmD Tuning у 2018 році, а потім Excelr8 Motorsport у 2019 році, з досить обмеженим успіхом в обидва роки.

## Кількість продажів
| Календарний рік | Китай   | Велика Британія | Європа (включаючи Велику Британію) | Індія  | Австралія | Таїланд | Філіппіни | Чилі   |
| --------------- | ------- | --------------- | ---------------------------------- | ------ | --------- | ------- | --------- | ------ |
| 2007 рік        | 3,131   |                 |                                    |        |           |         |           |        |
| 2008 рік        | 9,361   | 133             |                                    |        |           |         |           |        |
| 2009 рік        | 13 785  | 374             | 374                                |        |           |         |           |        |
| 2010 рік        | 29,216  | 282             | 285                                |        |           |         |           |        |
| 2011 рік        | 50,191  | 360             | 362                                |        |           |         |           |        |
| 2012 рік        | 72,516  | 782             | 787                                |        |           |         |           |        |
| 2013 рік        | 74,684  | 504             | 513                                |        |           |         |           |        |
| 2014 рік        | 52,217  | 2,326           | 2,326                              |        |           | 204     |           |        |
| 2015 рік        | 70,377  | 3,152           | 3,157                              |        |           | 3779    |           |        |
| 2016 рік        | 80,389  | 4,192           | 4,194                              |        |           | 8319    |           |        |
| 2017 рік        | 134,786 | 4,192           | 4442                               |        |           | 12 013  |           | 3,035  |
| 2018 рік        | 256 084 | 9,049           | 9 050                              |        | 3007      | 23 740  |           | 5,406  |
| 2019 рік        | 269,751 | 14 061          | 14 061                             |        | 8326      | 26 516  | 5085      | 8,386  |
| 2020 рік        | 297,317 | 18 415          | 25,199                             | 28 162 | 15,253    | 28,316  | 3,542     | 10 789 |
| 2021 рік        | 456,243 | 30 600          | 52 546                             | 40 273 | 39 025    | 31 005  | 6343      | 20 846 |
| 2022 рік        |         | 51 050          |                                    | 48,063 | 49 582    |         |           |        |